# Lindwurmbrunnen
La Lindwurmbrunnen, anche nota come fontana del Drago, è uno dei monumenti cittadini più celebri e si trova in Neuen Platz, nel centro storico del comune austriaco di Klagenfurt am Wörthersee nel distretto di Klagenfurt-Land, in Carinzia.

## Storia

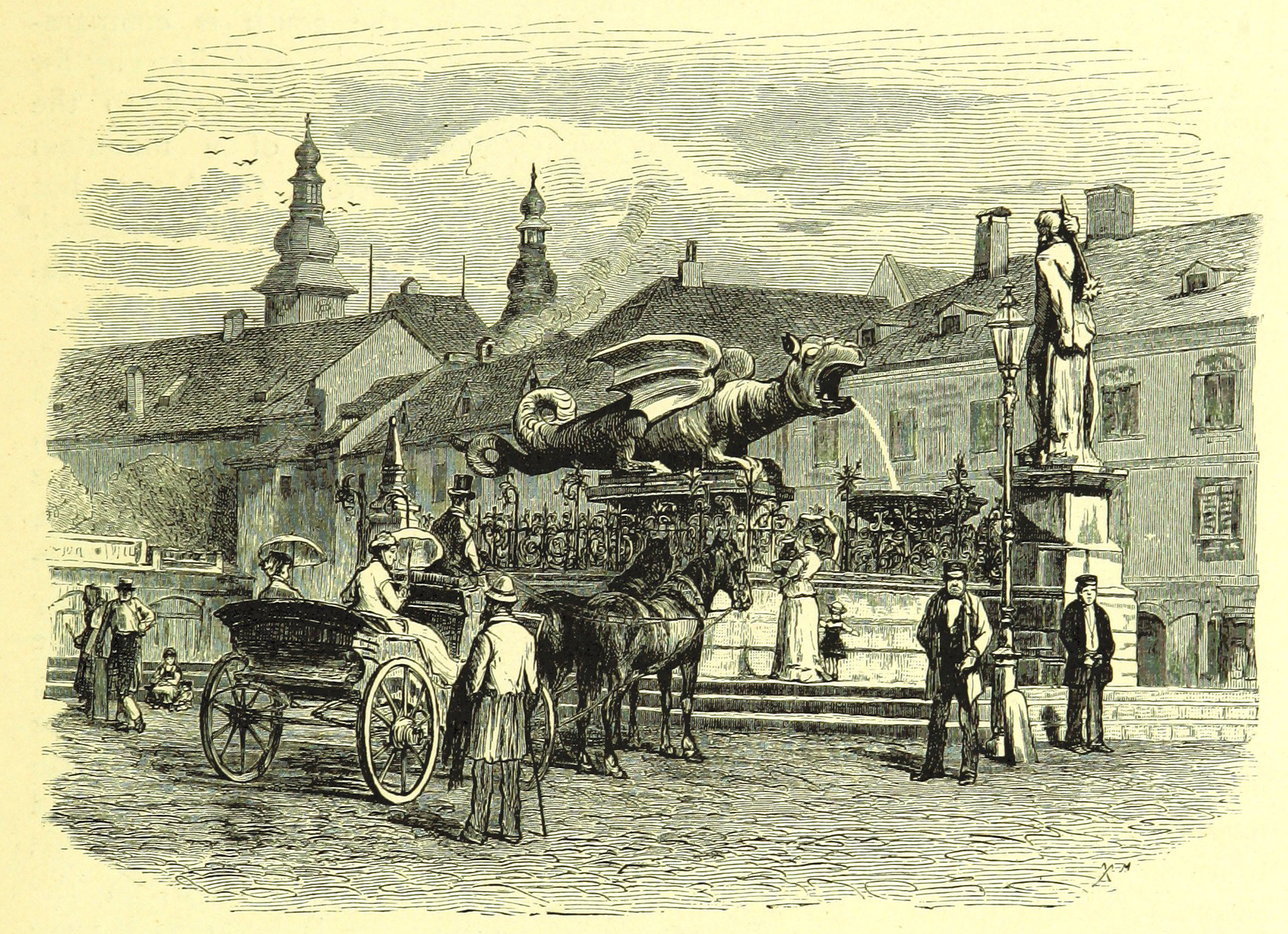
Xilografia raffigurante la Lindwurmbrunnen realizzata nel 1880

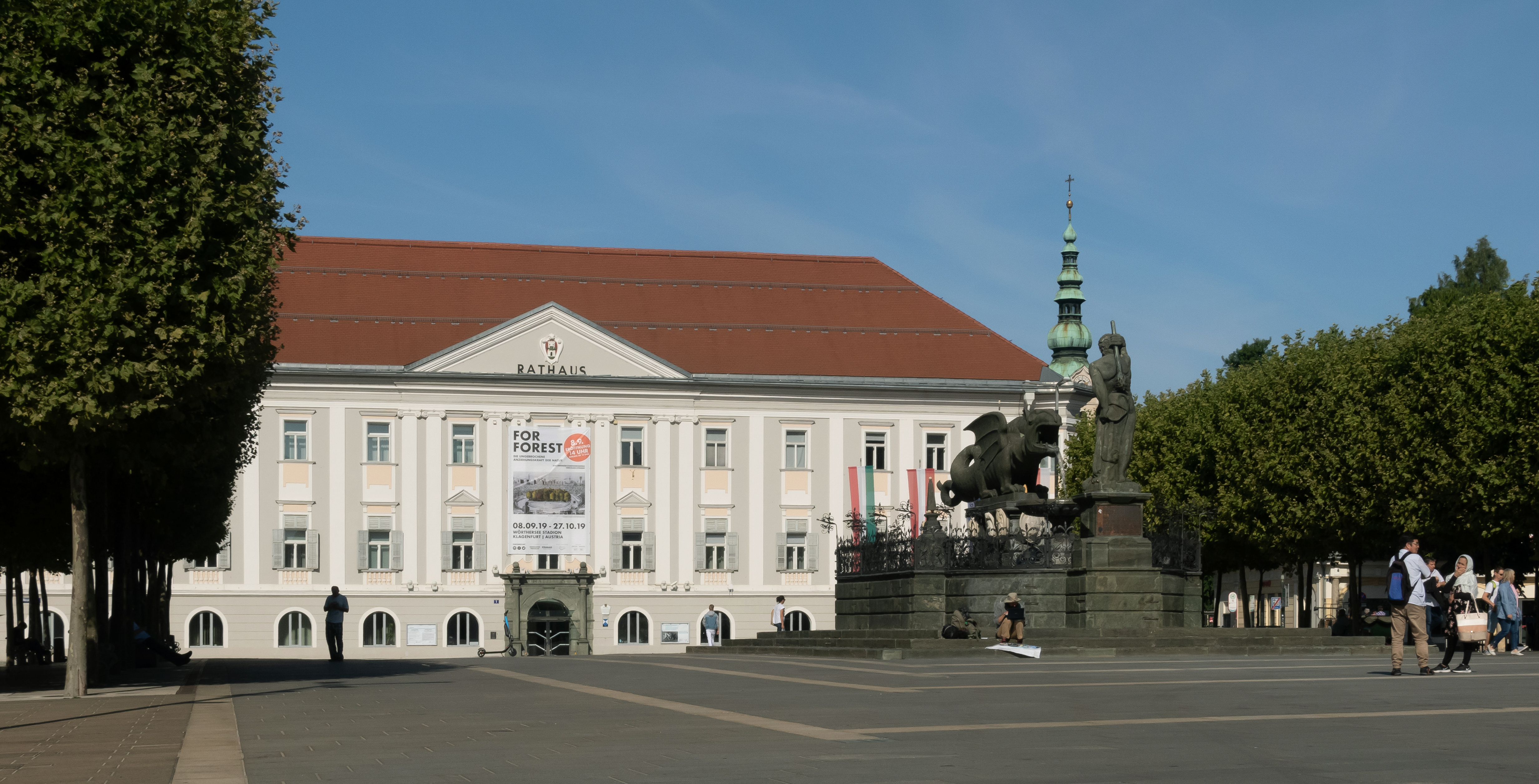
La Lindwurmbrunnen nella Neuer Platz di Klagenfurt am Wörthersee con il Rathaus

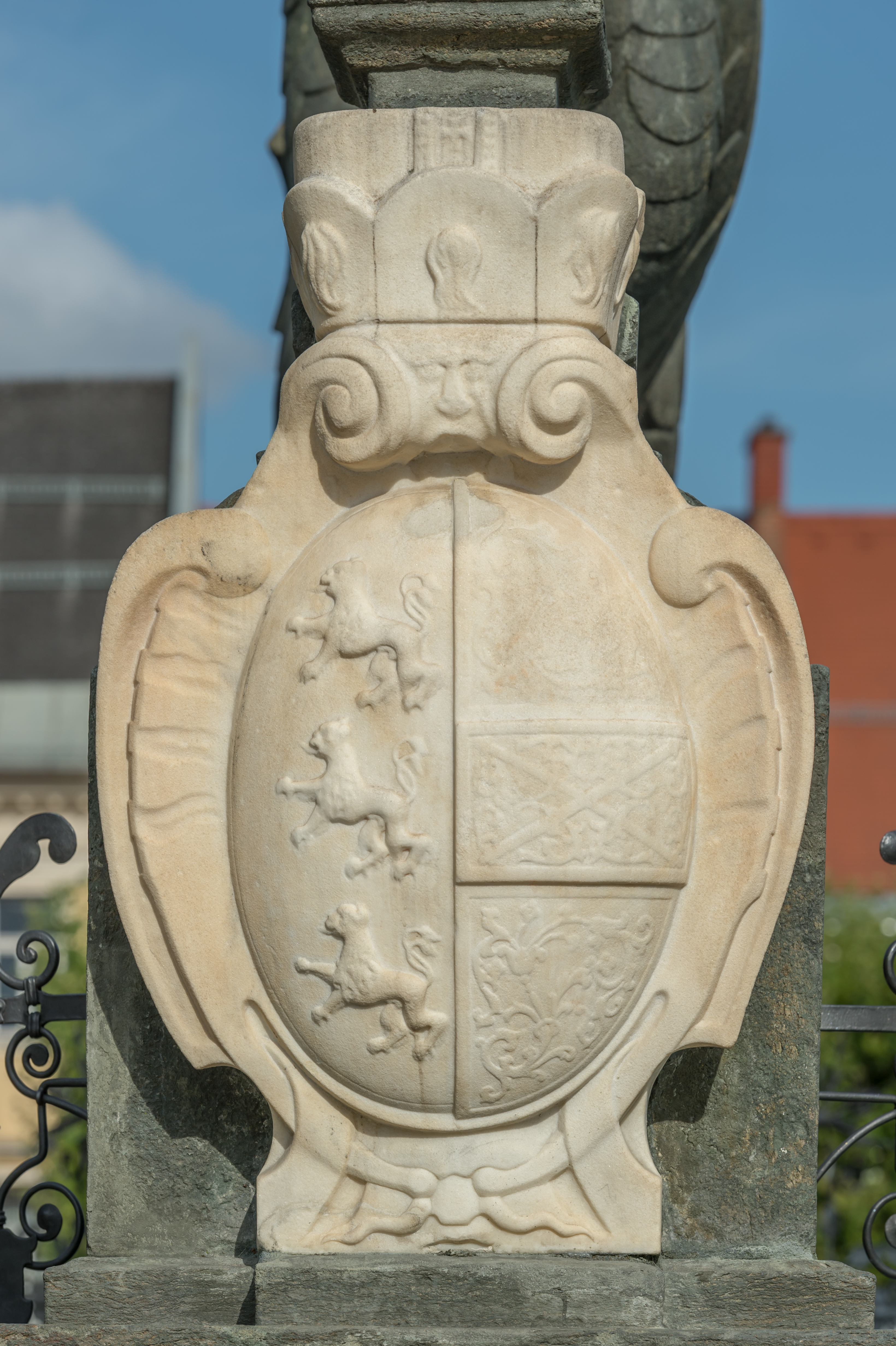
Stemma in pietra della città statutaria di Klagenfurt posto all'estremità occidentale della Lindwurmbrunnen

Secondo la leggenda nel XIII secolo un drago minacciava Klagenfurt, causando inondazioni e minacciando i viaggiatori. Un duca offrì una ricompensa a chi lo avesse catturato e si offrì un giovane che grazie ad un toro riuscì a legare con una catena il drago e catturarlo. Poi 300 uomini vestiti di bianco avrebbero portarono la bestia del peso di 6 tonnellate nel centro della città. Storicamente invece nel 1335 venne rinvenuto in una cava vicina il cranio che si pensava fosse del drago e il sito divenne la cava del Drago. Nel 1800 le analisi zoologiche sul reperto  stabilirono che apparteneva a un rinoceronte lanoso dell'era glaciale. Il cranio venne esposto a Klagenfurt nel municipio cittadino e a partire dal 1590 Andreas Vogelsang vi si ispirò per realizzare quella che pensava fosse la prima ricostruzione conosciuta di un animale estinto. L'attribuzione a Vogelsang tuttavia non è confermata da tutte le fonti e sembra probabile che sia l'opera di un artista anonimo. La fontana fu aggiunta solo nel 1624 e la scultura raffigurante Ercole, eseguita dalla bottega di Michael Hönel e posta davanti al drago venne aggiunta nel 1636. Nel 1972 il complesso monumentale della fontana fu spostato per permettere la costruzione di un garage sotto la Neue Platz mentre Il cranio senza mandibole del rinoceronte lanoso è esposto al Landesmuseum für Kärnten (Museo statale della Carinzia).

## Descrizione
La grande fontana monumentale si trova in Neuen Platz, nel centro storico del comune austriaco di Klagenfurt am Wörthersee nel distretto di Klagenfurt-Land, in Carinzia. Il complesso della fontana, oltre alla vasca, comprende le due sculture eseguite in tempi diversi e che raffigurano un lindworm, creatura leggendaria simile ad un drago serpentiforme tipico della mitologia nordeuropea, ed Ercole. Il materiale utilizzato è una roccia locale, lo scisto verde.

### Bene architettonico tutelato
La Lindwurmbrunnen in Neuen Platz a Klagenfurt am Wörthersee è un bene sottoposto a tutela artistica dall'Austria col numero 68042.